# Cryphia hemiphaea
Cryphia hemiphaea là một loài bướm đêm trong họ Noctuidae.